# Fiódorovka (Kémerovo)
Fiódorovka — Фёдоровка (rus) — és un poble a l'óblast de Kémerovo, a Rússia, que en el cens del 2010 tenia 64 habitants, pertany al districte de Mariïnsk.